# Germain de Capoue
Pour les articles homonymes, voir Saint Germain et Germain.
Germain ou Germanus est un évêque chrétien du début du VIe siècle, qui a probablement exercé une charge épiscopale à Capoue de 516 à 541. Il est connu par le pape Grégoire le Grand, qui fait mention de lui dans ses Dialogues.
En 519, le pape Hormisdas l'envoie comme légat auprès de l'empereur d'Orient Justin Ier, afin de mettre un terme au schisme (en) créé par le patriarche Acace de Constantinople, mission dont il s'acquitte avec succès. D'après Grégoire le Grand, Benoît de Nursie aurait vu son âme s'élever au ciel à sa mort. Il est considéré comme saint, fêté le 30 octobre.

## Liens
- Notice dans un dictionnaire ou une encyclopédie généraliste :   - Dizionario biografico degli italiani
- Notices d'autorité :   - VIAF
  - GND